# Odd Starheim
Odd Kjell Starheim (14. juni 1916 i Lista – 1. marts 1943) var en norsk officer (kaptajn), som tjenestegjorde i Kompani Linge under 2. verdenskrig.

## Biografi
Starheim var uddannet styrmand. I sommeren 1940 rejste han til Storbritannien og sluttede sig til Special Operations Executive og Kompani Linge. Han vendte tre gange tilbage til Norge og organiserede efterretningsvirksomhed på Sørlandet, blandt andet en radiostation drevet af Gunvald Tomstad. Han blev arresteret af tyske styrker i Oslo, men havde held til at flygte.
Han var chef for gruppen, som den 15. marts 1942 kaprede skibet DS Galtesund og førte det til Aberdeen. Efter den mislykkede Operation Carhampton ville man i vinteren 1943 igen kapre et skib og sejle det til England. Kapringen af skibet DS Tromøsund gik dog galt, da det den 1. marts 1943 på vej over Nordsøen blev bombet af tyske fly. Alle om bord omkom. Starheims krop drev i land i Tjörn i Bohuslän i Sverige. Han blev begravet i Lista.
Starheim blev posthumt hædret med Krigskorset med sverd, St. Olavsmedaljen med ekegren og den britiske Distinguished Service Order.

## Note
1. ↑  I kirkebogen er han opført som Odd Kjeld, se Kirkebok for Vanse 1892–1923, Digitalarkivet, Arkivverket. Han bliver oftest omtalt med mellemnavnet stavet Kjell.